# Pherecardia striata
Ver de feu strié
Espèce
Le Ver de feu strié (Pherecardia striata) est une espèce de vers annélides polychètes de la famille des Amphinomidae. 

## Description et caractéristiques
C'est un « ver de feu » amphinomide d'allure classique, avec des métamères anguleux et plus larges que longs, de couleur blanche à crème, et traversés par une douzaine ou quinzaine de lignes longitudinales rouge sombre. Les parapodes portent de volumineuses touffes de soies blanches (et urticantes), et les aisselles sont marquées postérieurement d'une grosse tache rouge sombre. Ils mesurent entre 5 et 15 cm de long. 

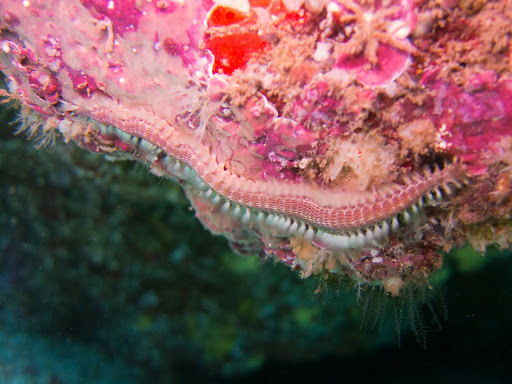
Pherecardia striata à Hawaii.
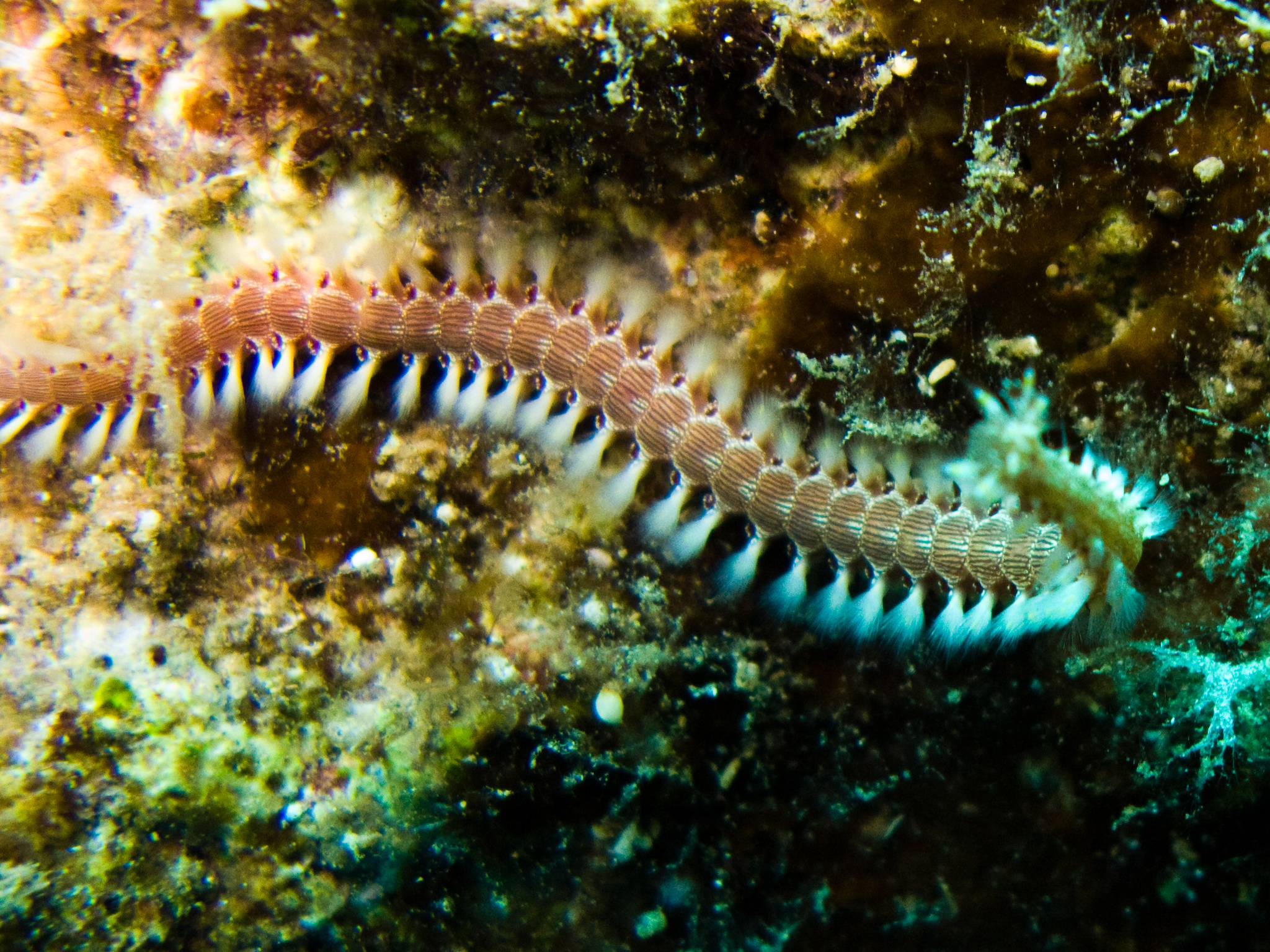
Idem

## Alimentation
Ce ver est principalement charognard et détritivore, mais il peut aussi être un prédateur actif de certains animaux abîmés : il est notamment connu pour être un prédateur occasionnel de l'étoile de mer dévoreuse de corail Acanthaster planci.
Pour chasser de gros animaux vivants, ce ver peut s'infiltrer dans leurs blessures pour les dévorer de l'intérieur. Il vit ainsi en commensalisme avec la crevette dévoreuse d'étoiles Hymenocera picta, qui piège, paralyse et consomme lentement des étoiles de mer. Le ver s'infiltre dans les blessures faites par la crevette, et partage donc son repas. 

## Habitat et répartition
On trouve ce ver en densités variables dans les écosystèmes coralliens tropicaux de l'Indo-Pacifique.